# Campionato dei Caraibi di rugby a 15 2005
Il campionato dei Caraibi di rugby 2005 (in inglese 2005 NACRA Rugby Championship) fu la 2ª edizione del campionato dei Caraibi di rugby a 15 organizzata dal NACRA, la confederazione continentale rugbistica centro-nordamericana.
Esso si tenne dal 28 maggio al 1º ottobre 2005 e vide impegnate 8 squadre nazionali caraibiche ripartite in due gironi geografici.
La competizione servì anche come primo turno delle qualificazioni americane alla Coppa del Mondo di rugby 2007: la squadra vincente, infatti, oltre a laurearsi campione dei Caraibi, fu ammessa al turno successivo di qualificazione al torneo mondiale.
Tre Paesi ospitarono il torneo: il girone Nord si disputò a Nassau, capitale delle Bahamas, mentre quello Sud si tenne a Georgetown, in Guyana.
La finale, prevista tra le due squadre vincitrici dei rispettivi gironi, fu disputata invece a Port of Spain, a Trinidad e Tobago.
A vincere il torneo — e a proseguire quindi nel cammino di qualificazione — furono le Barbados, al loro primo titolo, che sconfissero 52-3 le Bahamas nella finale di Port of Spain.

## Prima fase

### Spareggio preliminare
| Castries 28 maggio 2005 | Saint Lucia | 36 – 25 referto                           | Saint Vincent e Grenadine | Mindoo Phillip Park |
| Herbert 5’, 14’, 41’, 59’ Bastien 29’ Jean 71’ mt 17’ John 20’ Dallaway 24’ Lewis 49’ Green Samuels 5’, 59’, 71’ tr 20’ Alvis drop 80+6’ Phillips |             |                                           |                           |                     |
| |             |                                           |                           |                     |
| Herbert 5’, 14’, 41’, 59’ Bastien 29’ Jean 71’ | mt          | 17’ John 20’ Dallaway 24’ Lewis 49’ Green |                           |                     |
| Samuels 5’, 59’, 71’ | tr          | 20’ Alvis                                 |                           |                     |
| | drop        | 80+6’ Phillips                            |                           |                     |

### Girone Nord
| Data      | Incontro                | Risultato | Sede   |
| --------- | ----------------------- | --------- | ------ |
| 5-6-2005  | Giamaica ― Bermuda      | 10-10     | Nassau |
| 5-6-2005  | Bahamas ― Isole Cayman  | 23-12     | Nassau |
| 8-6-2005  | Bahamas ― Bermuda       | 24-15     | Nassau |
| 8-6-2005  | Isole Cayman ― Giamaica | 18-8      | Nassau |
| 11-6-2005 | Isole Cayman ― Bermuda  | 12-6      | Nassau |
| 11-6-2005 | Giamaica ― Bahamas      | 5-3       | Nassau |

|  | Classifica girone Nord | G | V | N | P | P+ | P- | diff. | PT |
|  | ---------------------- | - | - | - | - | -- | -- | ----- | -- |
|  | Bahamas                | 3 | 2 | 0 | 1 | 50 | 32 | +18   | 4  |
|  | Isole Cayman           | 3 | 2 | 0 | 1 | 42 | 37 | +5    | 4  |
|  | Giamaica               | 3 | 1 | 1 | 1 | 23 | 31 | -8    | 3  |
|  | Bermuda                | 3 | 0 | 1 | 2 | 31 | 46 | -15   | 1  |

### Girone Sud
| Data      | Incontro                        | Risultato | Sede       |
| --------- | ------------------------------- | --------- | ---------- |
| 8-8-2005  | Trinidad e Tobago ― Saint Lucia | 81-8      | Georgetown |
| 8-8-2005  | Barbados ― Guyana               | 27-17     | Georgetown |
| 10-8-2005 | Guyana ― Saint Lucia            | 97-0      | Georgetown |
| 10-8-2005 | Barbados ― Trinidad e Tobago    | 25-13     | Georgetown |
| 13-8-2005 | Guyana ― Trinidad e Tobago      | 29-21     | Georgetown |
| 13-8-2005 | Barbados ― Saint Lucia          | 81-0      | Georgetown |

|  | Classifica girone Sud | G | V | N | P | P+  | P-  | diff. | PT |
|  | --------------------- | - | - | - | - | --- | --- | ----- | -- |
|  | Barbados              | 3 | 3 | 0 | 0 | 133 | 30  | +103  | 6  |
|  | Guyana                | 3 | 2 | 0 | 1 | 143 | 48  | +95   | 4  |
|  | Trinidad e Tobago     | 3 | 1 | 0 | 2 | 115 | 62  | -53   | 2  |
|  | Saint Lucia           | 3 | 0 | 0 | 3 | 8   | 259 | -251  | 0  |

## Finale
| Port of Spain 1º ottobre 2005 | Barbados | 52 – 3 referto | Bahamas | Hasely Crawford Stadium (500 spett.) |
| Green 2’ Johnson 7’, 17’ Millar 15’, 27’ Rees 60’ Peters 69’ Stewart 80+7’ mt Copeland 7’, 17’, 27’, 60’, 69’, 80+7’ tr c.p. 12’ Simpson |          |                |         |                                      |
| |          |                |         |                                      |
| Green 2’ Johnson 7’, 17’ Millar 15’, 27’ Rees 60’ Peters 69’ Stewart 80+7’                                                               | mt       |                |         |                                      |
| Copeland 7’, 17’, 27’, 60’, 69’, 80+7’                                                                                                   | tr       |                |         |                                      |
| | c.p.     | 12’ Simpson    |         |                                      |